# Shadow of the Ninja
Shadow of the Ninja, ursprungligen släppt i Japan som Yami no Shigotonin Kage (闇の仕事人 KAGE?), och senare släppt i Europa som Blue Shadow, är ett ninjaspel från 1990, utvecklat av Natsume till NES.

## Handling
Året är 2029 och New York är en stad styrd av den elake kejsar Garuda har blivit diktator i USA. I ett sista desperata försök har de båda ninjasyskonen Hayate och Lady Kaede satts på uppgiften att rensa staden och förgöra den onde Garuda, Hayate och Lady Kaede, ger sig av för att stoppa kejsaren.

## Vapen
Klädda i svart från topp till tå tar sig de båda syskonen in i New Yorks utkanter försedda med sina dödliga vapen. Katana(Små svärd), Shuriken(kastsjärnor) och Kusarigama(stav och kedja). 

### Fotnoter
1. 1 2 3  ”'GameFAQ”. http://www.gamefaqs.com/console/nes/data/587607.html. Läst 25 juli 2008.
2. ↑  ”Blue Shadow”. NES DB. 26 februari 1990. Arkiverad från originalet den 11 mars 2015. https://web.archive.org/web/20150311182918/http://www.nesdb.se/game_more.php?id=190&rid=1. Läst 22 april 2014.
3. ↑  
  Natsume.
  Shadow of the Ninja.    Nintendo Entertainment System.     Bana/område: Instruction manual, page 5.
4. ↑  
  Natsume.
  Shadow of the Ninja.    Nintendo Entertainment System.     Bana/område: Opening.
5. ↑  Nintendo Magasinet. Power Player 11/12, Sida 12.